# Harry W. Shlaudeman

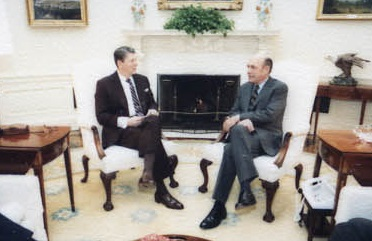
Harry W. Shlaudeman (rechts) im Gespräch mit US-Präsident Ronald Reagan (1984).

Harry Walter Shlaudeman (* 17. Mai 1926 in Los Angeles, Kalifornien; † 5. Dezember 2018 in San Luis Obispo, Kalifornien) war ein US-amerikanischer Diplomat, der unter anderem zwischen 1976 und 1977 als Assistant Secretary of State for Inter-American Affairs Leiter der Unterabteilung Interamerikanische Angelegenheiten im Außenministerium, von 1977 bis 1980 Botschafter der Vereinigten Staaten in Peru, 1980 bis 1983 Botschafter der Vereinigten Staaten in Argentinien, dann zwischen 1986 und 1989 Botschafter in Brasilien sowie unmittelbar darauf von 1990 bis 1992 Botschafter der Vereinigten Staaten in Nicaragua war. Für seine Verdienste wurde ihm 1992 die Presidential Medal of Freedom verliehen, neben der gleichrangigen Congressional Gold Medal eine der beiden höchsten zivilen Auszeichnungen der USA.

## Leben

### Zweiter Weltkrieg, Botschafter in Venezuela undAssistant Secretary of State
Harry Walter Shlaudeman, Sohn von Karl Whitman Shlaudeman (1898–1964) und dessen Ehefrau Florence Pixley Shlaudeman (1901–1954), trat während des Zweiten Weltkrieges 1944 seinen Militärdienst im United States Marine Corps (USMC) an und begann nach seinem Ausscheiden aus dem aktiven Dienst ein Studium an der Stanford University, das er 1952 mit einem Bachelor of Arts (B.A.) beendete. Während des Studiums schloss er sich der Fraternity Phi Gamma Delta an. Er trat daraufhin als Foreign Service Officer in den diplomatischen Dienst (United States Foreign Service) ein und war zunächst zwischen 1955 und 1956 Vizekonsul in Barranquilla sowie im Anschluss von 1956 bis 1958 Politischer Attaché an der Botschaft in Kolumbien. Nachdem er zwischen 1959 und 1962 Konsul an der Gesandtschaft in der Volksrepublik Bulgarien war, fungierte er von 1962 bis 1964 als Politischer Attaché an der Botschaft in der Dominikanischen Republik sowie zwischen 1964 und 1965 als Referent für die Dominikanische Republik im Außenministerium (US State Department). Daraufhin war er von 1965 bis 1966 als Assistant Director, Office of Caribbean Affairs stellvertretender Leiter des Referats Karibik im Außenministerium sowie zwischen 1967 und 1969 Sonderassistent von US-Außenminister Dean Rusk. Nachdem er zwischen 1969 und 1973 als Deputy Chief of Mission Ständiger Vertreter des Botschafters in Chile war, kehrte er ins Außenministerium zurück und fungierte von 1973 bis 1975 als stellvertretender Leiter der Unterabteilung Interamerikanische Angelegenheiten (Deputy Assistant Secretary of State for Inter-American Affairs).
Am 17. März 1975 wurde Shlaudeman erstmals zum Botschafter ernannt und überreichte als Botschafter der Vereinigten Staaten in Venezuela am 9. Mai 1975 als Nachfolger von Robert M. McClintock seine Akkreditierung. Den Posten hatte er bis zum 14. Mai 1976 inne, woraufhin Viron P. Vaky seine dortige Nachfolge antrat. Er selbst wurde am 16. Juni 1976 als Assistant Secretary of State for Inter-American Affairs zum Leiter der Unterabteilung Interamerikanische Angelegenheiten im Außenministerium berufen und löste dort am 22. Juli 1976 William D. Rogers ab. Dieses Amt behielt er bis zum 14. März 1977 und wurde daraufhin von Terence Todman abgelöst. Im August 1976 weigerte sich der damalige Botschafter der Vereinigten Staaten in Uruguay Ernest Victor Siracusa, eine Demarche gegen Pläne, Subversive, Politiker und Prominente zu ermorden, an die Machthaber in Montevideo zu übermitteln, und bat um Weisung. Am 30. August 1976 verfasste daraufhin Shlaudeman als Assistant Secretary of State eine Denkschrift zur „Operation Condor“ und schlug vor, mit dem Außenminister Uruguays Juan Carlos Blanco Estradé und dem Oberkommandierenden des Heeres (Ejército Nacional del Uruguay), General Julio César Vadora, zu verhandeln. In einem Telegramm aus Lusaka vom 16. September 1976 wies US-Außenminister Henry Kissinger Shlaudeman an, die entsprechenden Bemühungen nicht weiter zu verfolgen.

### Botschafter in Peru, Argentinien, Brasilien und Nicaragua sowiePresidential Medal of Freedom
Harry W. Shlaudeman selbst wiederum wurde am 26. Mai 1977 zum Botschafter in Peru ernannt und überreichte dort am 28. Juni 1977 als Nachfolger von Robert William Dean sein Beglaubigungsschreiben. Diese Funktion übte er bis zum 20. Oktober 1980 aus, woraufhin Edwin G. Corr seine dortige Nachfolge antrat. Daraufhin wurde er am 2. Oktober 1980 zum Botschafter in Argentinien berufen, wo er am 4. November 1980 als Nachfolger von Raul Hector Castro seine Akkreditierung überreichte. Diesen Posten hatte er bis zum 26. August 1983 inne und wurde danach von Frank V. Ortiz, Jr. abgelöst. Nachdem er zwischen 1983 und 1984 Exekutivdirektor der Nationalen überparteilichen Kommission für Mittelamerika (National Bipartisan Commission on Central America) war, wurde er am 23. März 1984 zum Ambassador at Large ernannt und fungierte als solcher zwischen dem 26. März 1984 und dem 7. Juli 1986 als Sondergesandter für Mittelamerika (Special Envoy for Central America). Anschließend wurde er am 24. Juli 1986 zum  Botschafter in Brasilien berufen und übergab dort als Nachfolger von Diego C. Asencio am 5. August 1986 sein Beglaubigungsschreiben. Dieses Amt bekleidete er bis zum 14. Mai 1989 und wurde im Anschluss von Richard Huntington Melton abgelöst. Zuletzt wurde er am 25. Mai 1990 zum Botschafter der Vereinigten Staaten in Nicaragua ernannt, wo er am 21. Juni 1990 als Nachfolger von Jack Leonard seine Akkreditierung überreichte. Er hatte diese Funktion bis zum 14. Mai 1992 inne, woraufhin John Maisto seine dortige Nachfolge antrat.
Shlaudeman, der auch für die American Academy of Diplomacy tätig war, erhielt für seine Verdienste 1992 die Presidential Medal of Freedom, neben der gleichrangigen Congressional Gold Medal eine der beiden höchsten zivilen Auszeichnungen der USA. Er unterstützte ferner die Wahlkampagne George W. Bush for President (Präsidentschaftswahl 2000). Aus seiner am 7. August 1948 geschlossenen Ehe mit Carol Jean Dickey Shlaudeman (1926–2013) gingen die Kinder Karl Frederick Shlaudeman, Katherine Estelle Shlaudeman und Harry Richard Shlaudeman hervor. Nach seinem Tode wurde er auf dem Nationalfriedhof Arlington beigesetzt.